# Wagon Tracks
Wagon Tracks è un film muto del 1919 diretto da Lambert Hillyer. Di genere western, fu sceneggiato da C. Gardner Sullivan e interpretato da William S. Hart che ne fu anche produttore insieme a Thomas H. Ince.

## Trama
1850, l'anno della corsa all'oro. Buckskin Hamilton (William S. Hart) si guadagna da vivere facendo la guida, nel deserto, delle carovane dei pionieri. Egli giunge a all'approdo di Westport per aspettare un piroscafo proveniente da St. Louis che trasporta un gruppo di coloni per guidarli fino al New Mexico sul Santa Fe Trail, un percorso commerciale per carovane lungo circa 1400 km, aperto nel 1821.
Sul battello si trova anche il fratello minore di Buckskin, Billy (Leo Pierson), che si è recentemente laureato in medicina grazie ai sacrifici fatti da Buckskin per mantenerlo agli studi. Durante la navigazione Billy Hamilton sorprende David Washburn (Robert McKim), un giocatore d'azzardo disonesto, a barare mentre giocano a carte, insieme a Merton (Lloyd Bacon), il complice di David,.Ne segue una colluttazione in cui Billy riesce a impossessarsi della pistola che David aveva impugnato. Sopraggiunge, però, la sorella di David, Jane Washburn (Jane Novak) che vede Billy con in mano la pistola e a sua volta cerca di disarmarlo, aiutata in questo anche dal fratello. Dall'arma parte un colpo che ferisce Billy mortalmente e David riesce a convincere, vigliaccamente, sua sorella che è stata lei a sparare cosicché la ragazza si addossa la colpa dell'omicidio commesso da suo fratello. David racconta, inoltre, alle autorità che la sorella ha agito per legittima difesa in quanto era stata minacciata, a mano armata, da Billy.
Quando, il giorno dopo, il battello approda, Buckskin apprende della morte del fratello e, sebbene inizialmente giuri di vendicarsi, si convince che la bella Jane Washburn non avesse intenzione di uccidere Billy. Buckskin, quindi, non può far altro che svolgere il lavoro per cui è stato assoldato, vale a dire guidare la carovana dei pionieri fino a Santa Fe. Nel gruppo si trovano anche Jane e David Washburn insieme a Merton. Durante il lento percorso nel deserto, si ha la perdita del carro che trasporta parte della riserva di acqua potabile. Questo costringe a razionarla e Buckskin mostra compassione anche per gli animali dividendo con il cavallo e il cane la propria razione d'acqua e conquistandosi, così, l'ammirazione di Jane che, in breve, si trasforma in amore. La ragazza, allora, si confida con Buckskin, confessandogli che Billy non l'aveva, in realtà, minacciata con la pistola. Le parole della ragazza inducono in Buckskin la convinzione che siano David Washburn e il suo scagnozzo Merton i veri responsabili della morte di suo fratello e si decide ad agire, costringendo, con le armi, i due uomini a camminare nel deserto sotto il sole cocente per obbligarli a dire la verità. A cedere, dopo due giorni, è Merton che rivela che è stato David Washburn ad uccidere il fratello di Buckskin. Nel frattempo, un indiano viene ucciso da un pioniere e il capo della tribù chiede, per non attaccare la carovana, che un uomo bianco venga sacrificato secondo l'usanza "una vita per una vita". Buckskin dà a David Washburn una scelta: può sacrificarsi consegnandosi agli indiani e morire di una morte nobile o suicidarsi. Washburn sceglie questa seconda opzione e Buckskin, eroicamente, decide, allora, di consegnare se stesso agli indiani e sacrificarsi per salvare gli uomini e le donne della carovana. Washburn, però, finge soltanto il suicidio e, invece, si dà alla fuga ma, scappando, finisce tra le braccia degli indiani che, credendo che sia stato inviato come l'uomo da sacrificare, lo uccidono. Buckskin sopraggiunge proprio mentre gli indiani giustiziano Washburn. A Buckskin non rimane che tornare alla carovana che, giorni dopo, arriva, finalmente a Santa Fe. Qui Jane dice a Buckskin di non odiarlo, per quanto accaduto a David ma entrambi sanno che la morte di questi getterà un'ombra permanente sul loro nascente amore, così Buckskin si congeda per riprendere il suo lavoro di guida. Prima che l'uomo parta Jane gli chiede: "Forse un giorno tornerai?" ed egli risponde "Forse". Il film si conclude con Buckskin che cavalca lentamente, su sentieri impervi, verso il sole nascente.

## Produzione
Il film fu prodotto dalla William S. Hart Productions.

## Distribuzione
Distribuito dalla Paramount Pictures e Artcraft Pictures Corporation, il film uscì nelle sale cinematografiche degli Stati Uniti il 29 luglio 1919.
Copie della pellicola sono conservate negli archivi della Library of Congress e nella Blackhawk Films collection della Film Preservation Associates.